# 中央寺 (和泉市)
中央寺（ちゅうおうじ）は、大阪府和泉市にある黄檗宗の寺院。

## 概要
鎌倉時代にこの地を納めていた細川氏の菩提寺であった中尾寺が起源とされる。
元禄3年（1690年）に慧極禅師が再興して、山号を長岡山中央寺に改め今日に至る。
明治10年（1877年）、毎夜強盗に襲われ身の危険を感じて、集落のある現在地に本堂を移した。

## 交通
- 阪和線北信太駅から徒歩10分